# 欣茲伯勒 (伊利諾伊州)
欣茲伯勒（英語：Hindsboro）是一個位於美國伊利諾伊州道格拉斯縣的城市。

## 地理
欣茲伯勒的座標為39°41′01″N 88°08′05″W / 39.68361°N 88.13472°W，而該地的平均海拔高度為198米（即650英尺）。

## 人口
根據2010年美國人口普查的數據，欣茲伯勒的面積為0.79平方千米，當中陸地面積為0.79平方千米，而水域面積為0.00平方千米。當地共有人口313人，而人口密度為每平方千米396.2人。